# Naharvaliak
Naharvaliak (más néven: Nahanarvaliak), ókori germán néptörzs. Tacitus szerint a ligiusok csoportjához tartoztak. Ugyanő tesz említést sajátságos istentiszteletükről is.